# 佐々木染之丞
佐々木染之丞は、愛知県出身の明治後期の実業家。

## 略歴
福澤諭吉に師事し、慶應義塾理財科卒業。
上海に遊学したときにフットライト式舞台を観劇し、日本に初めて導入した。当時、横浜屈指の劇場であった、喜楽座・朝日座の座主をつとめた。
明治37年（1904年）から数年間には、演芸場から活動写真館への転換を図り、東洋活動写真会会長として、日本の無声映画界草創期をリードした。